# Инвертаза
Инвертаза (шифр КФ 3.2.1.26; пищевая добавка E1103) (систематическое имя: бета-фруктофуранозидаза) — фермент, который катализирует гидролиз (распад) сахарозы (сахара). Полученные в результате фруктоза и глюкоза называются инвертным сахаром. Близкими к инвертазам являются сахаразы. Инвертазы расщепляют O-C(фруктоза) связь, тогда как сахаразы расщепляют O-C(глюкоза) связь.
Для промышленного использования инвертазы обычно получают с помощью дрожжей. Также инвертаза синтезируется пчёлами, которые используют её для приготовления мёда из нектара. Оптимальная температура для реакции 60 °C, а оптимальная кислотность pH 4,5.
Инвертаза была впервые получена из культуры дрожжей в виде водного раствора Дёберейнером и Мичерлихом в 1830 году, которые описывали её как «растворяющий материал». В 1860 Бертло выделил инвертазу в чистом виде и дал ей название.

## Использование
Инвертаза - наиболее используемый в пищевой промышленности фермент, особенно при приготовлении джемов и конфет, а также при производстве молочной кислоты с помощью ферментации мелассы.
Также инвертаза используется при производстве этанола из сахарозы как источник углерода. Использование инвертазы в данном случае помогает избежать присутствия сорбитола во время ферментационного процесса.